# Heterometrus keralaensis
Heterometrus keralaensis ist ein indischer Skorpion der Familie Scorpionidae.

## Beschreibung
Der Holotyp ist ein 110 Millimeter langes männliches Tier mit schwarzer Grundfarbe. Die Chelae der Pedipalpen haben eine rotbraune, die Basen der Cheliceren und das Telson eine gelblich braune Farbe. Die Pedipalpen einschließlich der Chelae sind für die Gattung Heterometrus ungewöhnlich langgestreckt. Die Patellen der Pedipalpen sind geringfügig kürzer als die Femora. Die Kämme des Kammorgans sind gelb und haben beim Holotypen beidseitig 13 Zähne. Die Chelae der Pedipalpen sind leicht lappenförmig und stark behaart. Die dorsale Oberfläche der Chelae trägt wenige Granulen unterschiedlicher Größe, die in Reihen angeordnet sind. Das Telson ist kugelförmig und behaart, der Giftstachel ist an der Basis heller als an der Spitze, nur leicht gebogen und deutlich kürzer als die Giftblase. Auf den Beinen befinden sich einzeln stehende kurze und lange Setae.
Heterometrus keralaensis unterscheidet sich von der nach Angaben aus der Erstbeschreibung sehr ähnlichen Art Heterometrus longimanus durch seine wesentlich schmaleren Glieder der Pedipalpen. Darüber hinaus besitzt die Art beidseitig 13 Zähne an den Kämmen der Kammorgane, während Heterometrus longimanus beidseitig 19 Zähne hat. Dem tschechischen Arachnologen František Kovařík lagen für seine Revision der Gattung Heterometrus im Jahr 2004 keine Exemplare von Heterometrus keralaensis vor. Er nahm an, dass die Art mit Heterometrus thorellii verwandt ist, und sich von dieser durch die geringere Größe und die schmaleren und langgestreckteren Chelae unterscheidet.

## Verbreitung und Lebensraum
Die Terra typica von Heterometrus keralaensis wurde in der Erstbeschreibung mit Meenmutty, New Amaranbalan (R.F.) Kerala angegeben. Der New Amarambalam Reserved Forest ist ein Naturschutzgebiet in den Westghats und liegt im südindischen Bundesstaat Kerala. Es ist Teil des sich über mehrere indische Bundesstaaten erstreckenden Nilgiri Biosphere Reserve, das als UNESCO-Weltnaturerbe anerkannt ist. Kovařík nannte 2004 als Verbreitungsgebiet die südindischen Bundesstaaten Kerala und Maharashtra.
Heterometrus keralaensis lebt in dichten Wäldern auf einer Höhe von 500 bis 1.600 Metern über dem Meeresspiegel und wird dort unter Steinen gefunden. Die Art wird als selten betrachtet und ihr Verbreitungsgebiet hat eine Fläche von etwa 5.000 Quadratkilometern. Davon sind nur etwa 500 Quadratkilometer tatsächlich besiedelt.

## Gefährdung
Heterometrus keralaensis wird nicht auf der Roten Liste gefährdeter Arten der IUCN aufgeführt, da bislang keine Bewertung durch die Experten der Organisation stattgefunden hat. 1998 wurde jedoch durch die indische Zoo Outreach Organisation, eine der World Association of Zoos and Aquariums angeschlossene nichtstaatliche Organisation zur Förderung des Artenschutzes, eine Untersuchung ausgewählter bodenbewohnender Wirbelloser veröffentlicht. Die Untersuchung stützte sich auf das von der IUCN verwendete System von Gefährdungskategorien. Heterometrus keralaensis wurde danach als „endangered“ eingestuft. Dies entspricht einer starken Gefährdung und einem sehr hohen Risiko des Aussterbens in der Natur in unmittelbarer Zukunft.
Als Grund für die Gefährdung wurden das kleine Verbreitungsgebiet, durch Menschen hervorgerufene Beeinträchtigungen des Lebensraums und Habitatverluste angegeben.

## Systematik

### Erstbeschreibung
Die Erstbeschreibung erfolgte durch B. K. Tikader und D. B. Bastawade im Rahmen ihrer 1983 veröffentlichten Monografie über die Skorpione Indiens.

### Typmaterial
Als Holotyp wurde ein adulter männlicher Skorpion bestimmt, der im Februar 1979 am Typfundort gesammelt worden ist. Der einzige Paratyp ist ein subadulter weiblicher Skorpion. Beide Typen befinden sich in der Sammlung des Zoological Survey of India in Kalkutta.

### Etymologie
Der Artname bezieht sich auf den südindischen Bundesstaat Kerala als den Ort des Vorkommens von Heterometrus keralaensis.